# Pukegöl (Västrums socken, Småland)
Pukegöl är en sjö i Västerviks kommun i Småland och ingår i Storån-Botorpsströmmens kustområde.